# دوو یواس‌ای‌اس-۱۲
دوو یواس‌ای‌اس-۱۲ (به انگلیسی: Daewoo Precision Industries USAS-12) یک تفنگ ساچمه‌زنی خودکار گیج ۱۲ است که توسط شرکت کره‌ای صنایع دقیق دوو در سالهای ۱۹۸۰ ساخته شده‌است. این اسلحه اساس بر اساس اسلحه آمریکایی اتو اسالت-۱۲ طراحی و ساخته شده‌است.